# Simon Lovelace (Bartimæus-trilogien)
Simon Lovelace er en ærgerrig og velanset højtrangerende troldmand, i bogen Amuletten fra Samarkand. Han er bogens skurk, som er medvirkende til hovedpersonens første latterliggørelse, som er medvirkende til at Nathan bliver inspireret til at prøve at gøre sig til den bedste inden for troldmandsfaget.
Senere i bogen viser han sin ærgerrighed og samvittighedslødhed, ved først at dræbe Nathans læremester, Arthur Underwood, og læremesterens kone, den eneste som har vist Nathan kærlighed og forståelse, Martha. Derefter forsøger Lovelace sig med et kup på den engelske regering, ved et nøje tilrettelagt mordforsøg på flere højtrangerende troldmind inden for regeringen, der iblandt Englands premieremenister Rupert Dylanski.